# Magnus Smelhus Sjøeng
Magnus Smelhus Sjøeng (Norvégia, 2002. március 23. –) norvég korosztályos válogatott labdarúgó, a Vålerenga kapusa.

## Pályafutása

### Klubcsapatokban
Sjøeng Norvégiában született. Az ifjúsági pályafutását a Skeid csapatában kezdte, majd a Vålerenga akadémiájánál folytatta.
2020-ban mutatkozott be a Vålerenga tartalék, majd 2022-ben az első osztályban szereplő felnőtt csapatában. Először a 2022. június 29-ei, Bodø/Glimt ellen 1–0-ra elvesztett kupamérkőzésen lépett pályára. A ligában 2022. július 10-én, a Kristiansund ellen 3–0-ra megnyert találkozón debütált.

### A válogatottban
Sjøeng az U19-es, az U20-as és az U21-es korosztályú válogatottakban is képviselte Norvégiát.
2022-ben debütált az norvég U21-es válogatottban. Először 2022. szeptember 24-én, Svájc ellen 3–2-re megnyert barátságos mérkőzés 62. percében, Mads Hedenstad Christiansent váltva lépett pályára.

## Statisztikák
2022. november 13. szerint
| Klub      | Szezon   | Osztály     | Bajnokság | Bajnokság | Kupa  | Kupa | Nemzetközi | Nemzetközi | Összesen | Összesen |
| Klub      | Szezon   | Osztály     | Meccs     | Gól       | Meccs | Gól  | Meccs      | Gól        | Meccs    | Gól      |
| --------- | -------- | ----------- | --------- | --------- | ----- | ---- | ---------- | ---------- | -------- | -------- |
| Vålerenga | 2022     | Eliteserien | 17        | 0         | 1     | 0    | —          | —          | 18       | 0        |
| Összesen  | Összesen | Összesen    | 17        | 0         | 1     | 0    | 0          | 0          | 18       | 0        |

## Fordítás
Ez a szócikk részben vagy egészben  a   Magnus Smelhus Sjøeng című angol Wikipédia-szócikk fordításán alapul.  Az eredeti cikk szerkesztőit annak laptörténete sorolja fel. Ez a jelzés csupán a megfogalmazás eredetét és a szerzői jogokat jelzi, nem szolgál a cikkben szereplő információk forrásmegjelöléseként.